# Duplicaria (chi ốc biển)
Duplicaria là một chi ốc biển, là động vật thân mềm chân bụng sống ở biển trong họ Terebridae, họ ốc dài.

## Các loài
Các loài thuộc chi Duplicaria bao gồm:
- Duplicaria albozonata (E. A. Smith, 1875)
- Duplicaria australis (Smith, 1873)
- Duplicaria badia (Deshayes, 1859)
- Duplicaria baileyi Bratcher & Cernohorsky, 1982
- Duplicaria bernardii (Deshayes, 1857)
- Duplicaria crakei Burch, 1965
- Duplicaria duplicata (Linnaeus, 1758)
- Duplicaria dussumierii (Kiener, 1839)
- Duplicaria evoluta (Deshayes, 1859)
- Duplicaria fictilis (Hinds, 1844)
- Duplicaria gouldi (Deshayes, 1857)
- Duplicaria hiradoensis (Pilsbry, 1921-a)
- Duplicaria jukesi (Deshayes, 1857)
- Duplicaria kieneri (Deshayes, 1859)
- Duplicaria kirai (Oyama, 1962-a)
- Duplicaria koreana (Yoo, 1976)
- Duplicaria latisulcata (Yokoyama, 1922)
- Duplicaria mozambiquensis Bratcher & Cernohorsky, 1982
- Duplicaria raphanula (Lamarck, 1822 năm 1815-22)
- Duplicaria recticostata (Yokoyama, 1920)
- Duplicaria similis E. A. Smith, 1873
- Duplicaria spectabilis (Hinds, 1844)
- Duplicaria teramachii Burch, 1965
- Duplicaria thaanumi (Pilsbry, 1921)
- Duplicaria trochlea (Deshayes, 1857)
- Duplicaria ustulata (Deshayes, 1857)
- Duplicaria vallesia Hedley, 1912

Đồng nghĩa:
- Duplicaria flexicostata (Suter, 1909), Duplicaria propelevis (Ponder, 1968) và Duplicaria tristis (Deshayes, 1859) are synonyms for Euterebra tristis (Deshayes, 1859)

## Hình ảnh

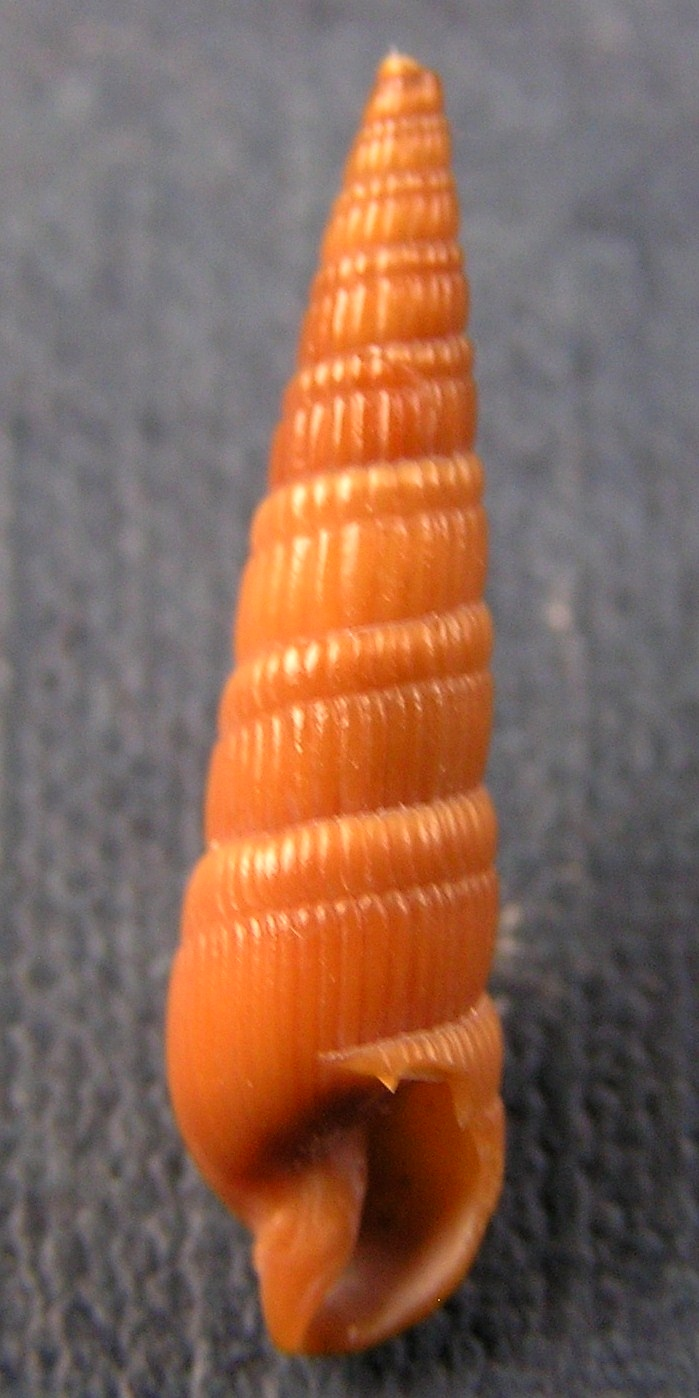